# Національна бібліотека України імені Ярослава Мудрого
Націона́льна бібліоте́ка Украї́ни і́мені Яросла́ва Му́дрого (НБУ імені Ярослава Мудрого; раніше — Національна парламентська бібліотека України) — одна з найбільших і найстаріших книгозбірень України, провідний державний культурний, освітній, науково-інформаційний заклад, що бере участь у розробленні та реалізації державної політики в галузі бібліотечної справи, здійснює функції методичного та координаційного центру з питань бібліотекознавства, бібліографознавства, документознавства, інформаційний і науково-методичний центр мережі публічних бібліотек України, книгосховище загальнодержавного значення.
Заснована 3 березня 1866 року. Засновниками її виступили відомі громадські діячі, представники київського дворянства та купецтва: граф О. О. Бобринський (цукрозаводчик  та  меценат), книготорговці В. Г. Барщевський та С. І. Літов,  колишній  київський  губернатор І. І. Фундуклей, відомий поміщик-українофіл Г. П. Галаган, купці І. М. Бродський, М. І. Горовіц, Ф. П. Ліббе та ін. Основою фонду стали приватна книгозбірня письменника і книговидавця В. Г. Барщевського та пожертви киян. Постраждала під час Другої світової війни. Обслуговує понад 25 тисяч читачів. З 1958 року провадить міжнародний книгообмін. Бібліотека складає матеріали рекомендаційної бібліографії, посібники з бібліотекознавства, вивчає, узагальнює і поширює передовий досвід роботи бібліотек.
Станом на 2015 рік розмір фондів становив близько 4,7 млн одиниць.

## Назви
- 1866—1923: Київська міська публічна бібліотека;
- 1923—1934: Центральна робітнича бібліотека імені Російської комуністичної партії (більшовиків);
- 1934—1941: Державна обласна бібліотека імені Всесоюзної комуністичної партії (більшовиків);
- 1941—1943: Київська міська публічна бібліотека;
- 1943—1957: Державна обласна бібліотека імені ВКП (б);
- 1957—1990: Державна республіканська бібліотека УРСР імені КПРС;
- 1990—1994: Державна бібліотека України;
- 1994—2016: Національна парламентська бібліотека України.
- з 2016: Національна бібліотека України імені Ярослава Мудрого

## Історія

### Київська міська публічна бібліотека

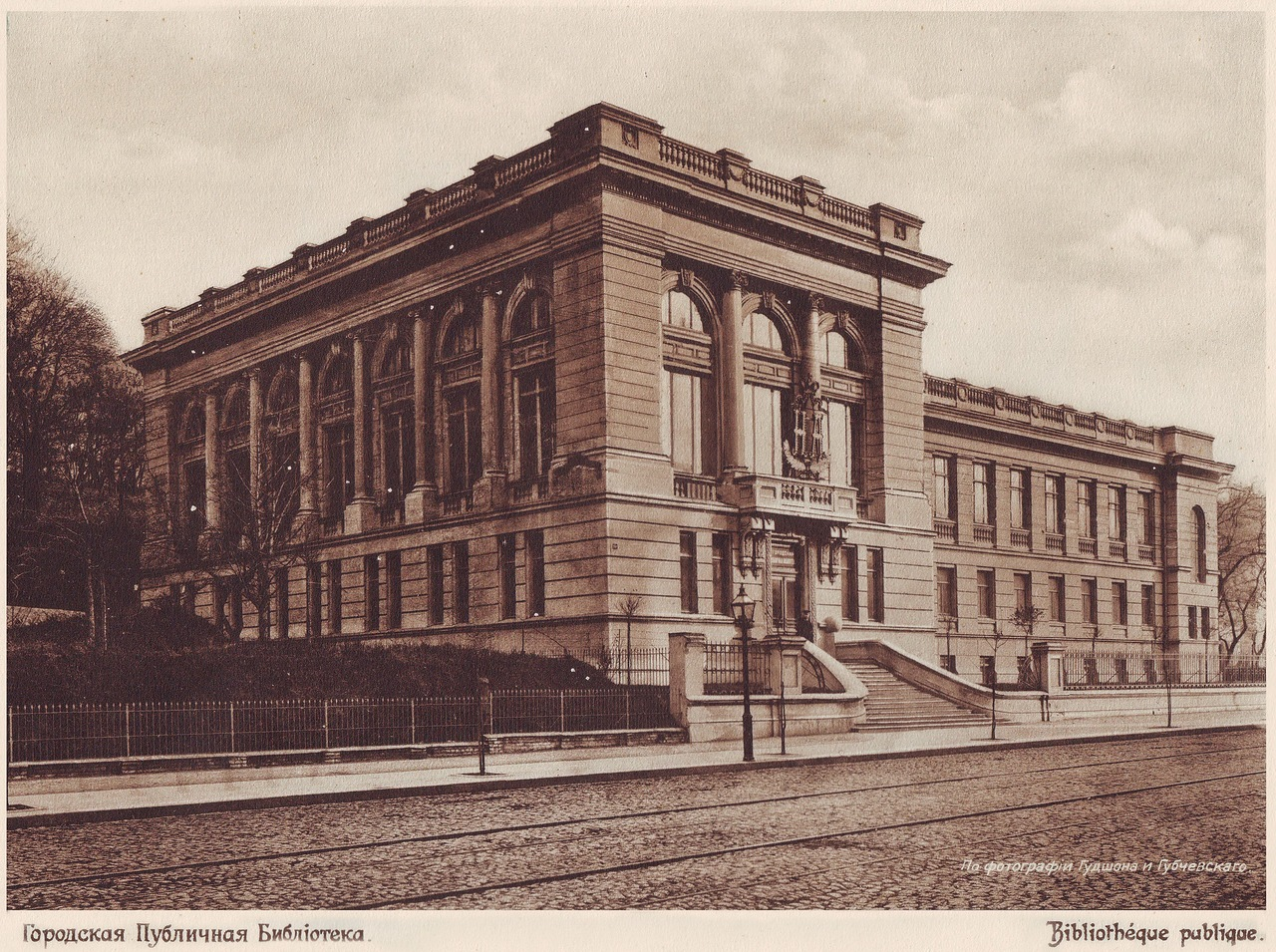
Київська міська публічна бібліотека (1911)

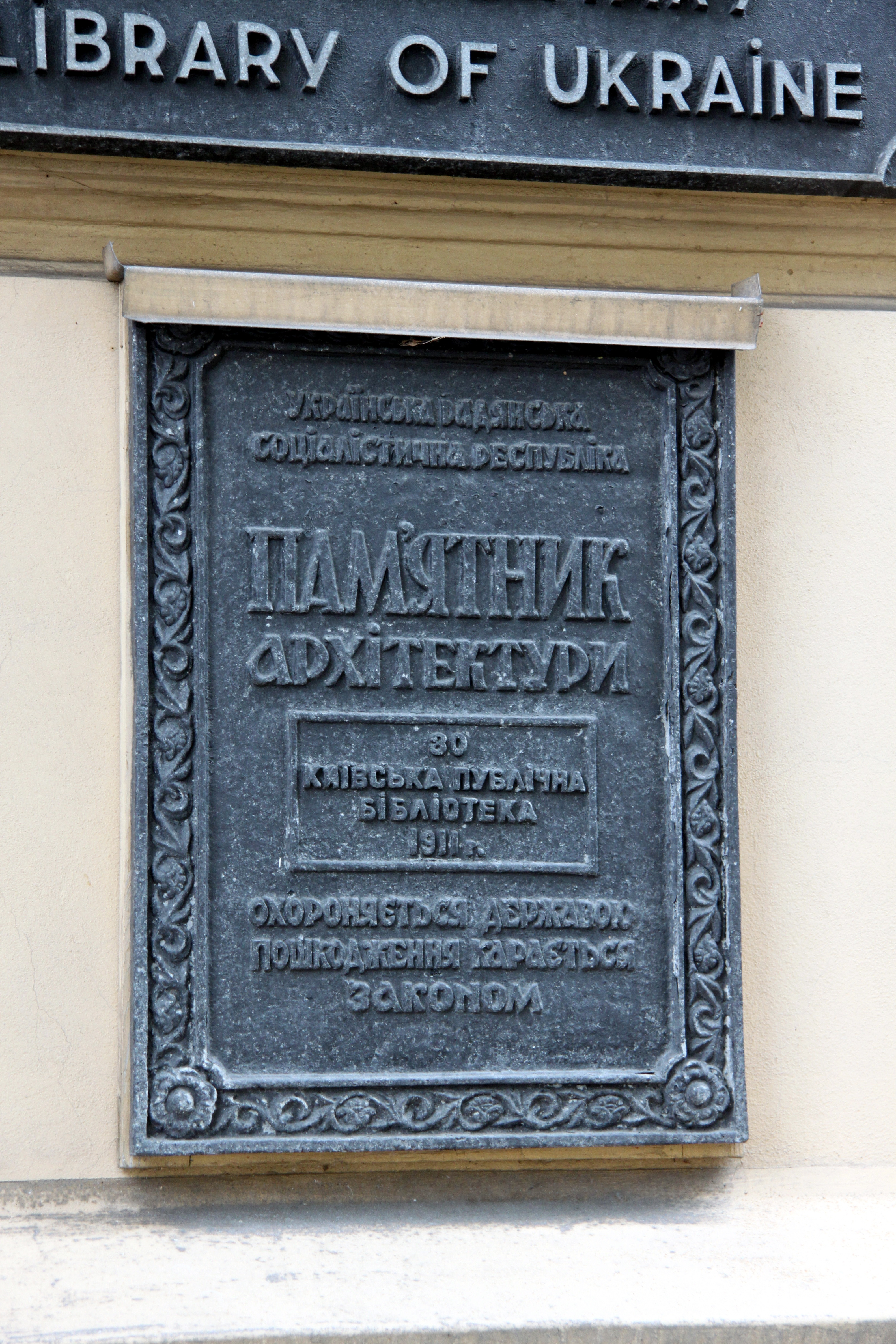
Охоронний знак

Бібліотека утворена 3 березня 1866 р. як Київська російська публічна бібліотека за розпорядженням царського уряду. Засновниками її виступили відомі громадські діячі: Михайло Юзефович, О. Х. Андріяшев, купці І. М. Зайцев, М. І. Бубнов, І. М. Бродський, М. І. Горовіц, цивільний губернатор М. Г. Казнаков, предводитель дворянства О. О. Горват, поміщик-українофіл Г. П. Галаган та ін. Основою фонду стали приватна книгозбірня письменника і книговидавця В. Г. Барщевського та пожертви киян. На момент відкриття фонд бібліотеки налічував 319 книг у 667 томах і 43 комплекти періодичних видань. Розташовувалася бібліотека спочатку в приміщеннях Київського дворянського зібрання.
45 років подвижницької праці присвятив Київській публічній бібліотеці з моменту її заснування бібліотекар С. Г. Ярославський (фактично директор), єдиний фахівець серед кола тих, від кого залежала доля бібліотеки. В основному вона існувала завдяки пожертвам меценатів, заможних громадян, установ і товариств. Колективним органом управління книгозбірнею призначався розпорядчий комітет, до складу його протягом п'ятдесяти років входили професори Київського Університету, вчені зі світовими іменами, директори гімназій, видавці, представники духовенства.
Перші 25 років діяльності бібліотеки — це час повсякденного виживання, пошуків виходу з фінансової скрути. За цей час книгозбірня шість разів вимушено змінювала місцезнаходження, адже власного приміщення не мала.
На краще ситуація змінилася в 1891 р. після того, як бібліотека перейшла в підпорядкування міської Думи й стала називатися Київською міською публічною бібліотекою. Поліпшилося фінансування книгозбірні, і в 1901 р. обсяг її фондів становив 30214 томів; майже третину становили пожертви жителів міста. Найбільшими книжковими дарами за всю історію бібліотеки стали колекції: В. М. Юзефовича, високопоставленого петербурзького урядовця (5812 томів); І. В. Лучицького, історика, професора Київського університету (4000 видань); М. О. Тулуба, правника (4000 видань); О. О. Беретті, онука уславленого академіка архітектури В. І. Беретті (4000 видань).
Зважаючи на настійливі вимоги громадськості, Дума в 1909 р. приймає рішення про будівництво суто бібліотечної споруди.
У 1911 р. на конкурсній основі, на кошти, зібрані жителями міста через розповсюджену спеціальну облігаційну позику, для бібліотеки було споруджено спеціальне приміщення (архітектор З.Клаве). Воно є найдавнішою київською спорудою такого призначення, включене до переліку пам'яток архітектури початку ХХ ст. Збудоване в дусі італійського ренесансу, прикрашене зовні оригінальними архітектурними деталями, з ліпними орнаментами читальних залів, вишуканим обладнанням, коштовними сходами і масивними красивими люстрами, воно прикрасило центральну частину міста.
Популярність книгозбірні зростала з року в рік. У 1912 р. в ній зафіксовано 75 114 читачів (втричі більше, ніж на початку століття). 1916 р. книжковий фонд становив близько 80000 примірників, серед яких з'явилися видання українською мовою.

### Центральна робітнича і Державна обласна бібліотеки
З утвердженням радянської влади розпочався новий етап у діяльності бібліотеки. Її фонди істотно збільшувалися за рахунок марксистської літератури. Дедалі більша увага зверталася на ідеологічне забезпечення політики Комуністичної партії. З цією ж метою бібліотеку в 1923 р. було перетворено в Центральну робітничу бібліотеку ім. РКП(б), у 1934 р. — у Державну обласну бібліотеку ім. ВКП(б).
На початку німецько-фашистської окупації 1941 р., незважаючи на вжиті заходи по евакуації фондів у глибокий тил, все ж таки не вдалося зберегти значну частину фондів. У роки окупації бібліотека продовжувала працювати. Її директором було призначено Т. М. Марковську, яка із своїм чоловіком протягом майже двох років очолювала підпільну організацію бібліотеки. Ця група проводила роботу по збереженню та комплектуванню бібліотеки: вилучали картки цінних книг з каталогів, переховували книжки, свідомо змішували видання з різних відділів, встановили точну документацію того, що було вкрадено німцями.
Усього фашисти вивезли до Німеччини понад 51 тисячу томів найцінніших наукових видань. Решту (фонд налічував 271 660 книжок), як і саме приміщення бібліотеки було повністю спалено за лічені дні до визволення Києва.
Відновлення бібліотеки розпочалося восени 1944 р. практично з нуля. Відбудована у своєму первісному вигляді, з новим фондом, вона знову відкрилася для читачів у 1954 р.

### Державна республіканська бібліотека
1957 року бібліотека стала Державною республіканською бібліотекою УРСР імені КПРС — центром науково-методичної та бібліографічної роботи для масових бібліотеки республіки. Єдина в Україні, вона почала отримувати з 1962 р. всесоюзний обов'язковий примірник друкованих творів і змогла найбільш повно репрезентувати сучасну літературу.
У березні 1966 р. за заслуги в розвитку бібліотечної справи та у зв'язку зі 100-річчям бібліотека була відзначена орденом Трудового Червоного Прапора.

### Державна і Національна бібліотеки
Після проголошення незалежності в 1990 р. книгозбірня стала називатися Державною бібліотекою України, а в 1994 р. згідно з Указом Президента вона одержала статус національної бібліотеки.

## Видання бібліотеки
- «Бібліотечна планета»
- «Бібліотечна Україна в цифрах»

## Сучасний стан

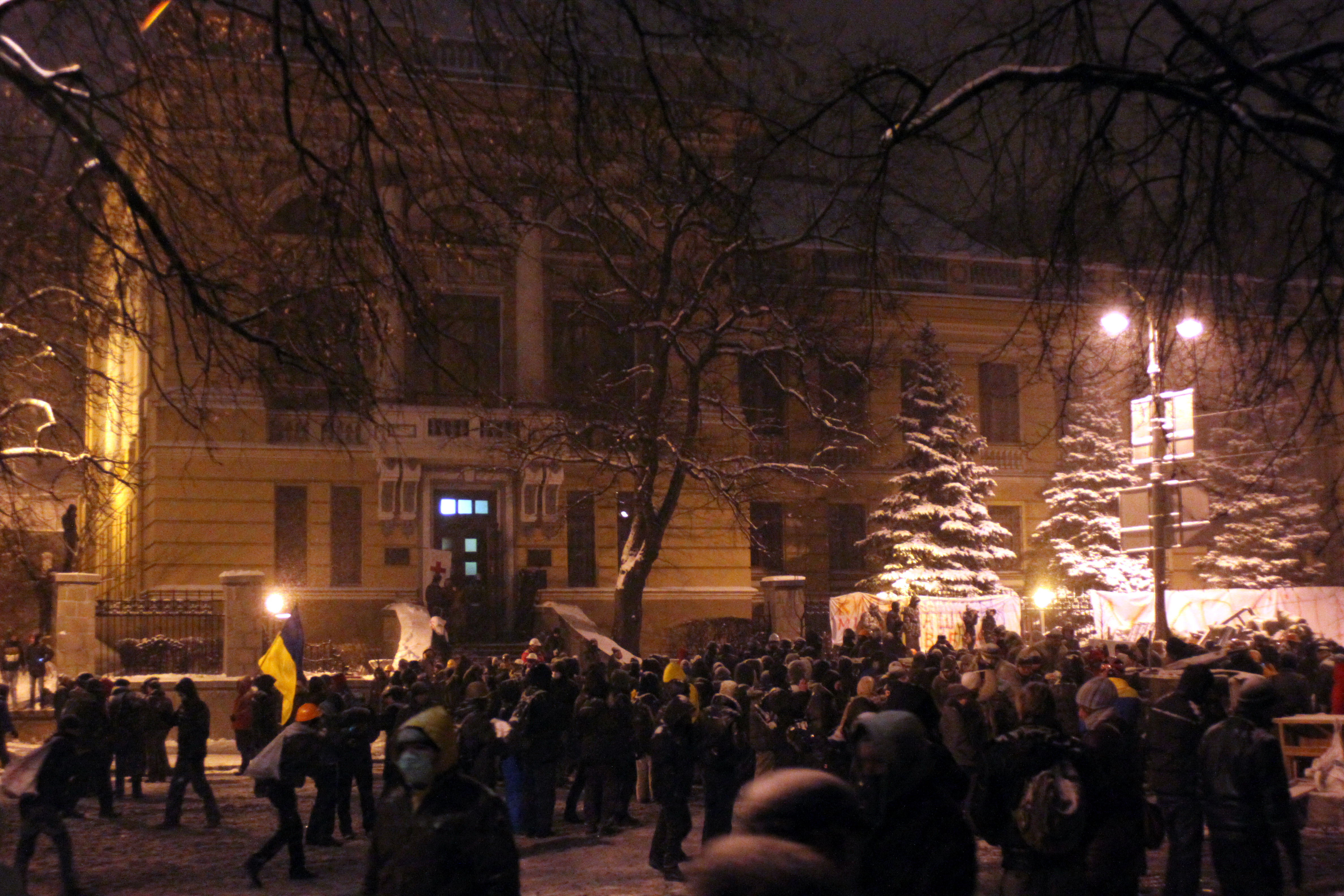
Євромайдан біля бібліотеки, 2014

Новий пріоритетний напрям діяльності бібліотеки — бібліотечно-інформаційне обслуговування депутатів Верховної Ради України та рад нижчого рівня (Відділ інформаційного забезпечення Верховної Ради, Фонд відділу інформаційного забезпечення). З 16 листопада 2000 року в установі почав працювати Канадсько-український парламентський інформаційний центр.
Національна бібліотека України імені Ярослава Мудрого знаходиться у підпорядкуванні Міністерства культури України. Вона є методичним та координаційним центром з питань бібліотекознавства, бібліографознавства, документознавства. НБУ імені Ярослава Мудрого бере участь у розробці державної політики в галузі бібліотечної справи та її реалізації.

### Онлайн-проекти
- Електронна бібліотека «Культура України»
- Українська бібліотечна енциклопедія

## Директори
Із 1866 приблизно до 1918 р. бібліотекар установи виконував обов'язки її директора, з 1919 до середини 30-х рр. ХХ ст. установою керував завідувач, а з середини 30-х рр. — директор.
| Роки на керівній посаді | Ім'я                            |
| ----------------------- | ------------------------------- |
| 1866-1879               | Кротков Олександр Остапович     |
| 1879-1911               | Ярославський Степан Григорович  |
| 1912-1914               | Сафронєєв Микола Семенович      |
| 1919- поч. 1920-х рр.   | Лічков Леонід Семенович         |
| 1934-1936               | Кровицька Аполлінарія Антонівна |
| орієнтовно на поч. 1936 | Завальний Максим Кіндратович    |
| 1936-1937               | Баришников, Меріневський І. А.  |
| прибл.1938-1941         | Шліхтер Євгенія Самійлівна      |
| 1941-1943               | Марковська Тетяна Михайлівна    |
| 1945-1947               | Юдицька Ганна Михайлівна        |
| 1947-1949               | Скринник Микола Костянтинович   |
| 1949-1956               | Шелуха Петро Юхимович           |
| 1957-1963               | Льовшин Ілля Микитович          |
| 1963-1964               | Птиця Микола Авер'янович        |
| 1964-1965               | Вовченко Людмила Іванівна       |
| 1966-1970               | Мельников Михайло Михайлович    |
| 1970-1983               | Бабич Василь Степанович         |
| 1983-2004               | Корнієнко Анатолій Петрович     |
| 2004-2022               | Вилегжаніна Тамара Ізмайлівна   |
| з 2022                  | Сербін Олег Олегович            |